# Ahmet Ertegün
Ahmet Ertegün, né le 31 juillet 1923 à Istanbul (a sa naissance Constantinople) et mort le 14 décembre 2006 à New York, est un entrepreneur turco-américain, fondateur de la compagnie phonographique américaine Atlantic Records.
Il est également le producteur de nombreux disques et l'auteur de nombreuses chansons rendues célèbres par les artistes Atlantic. Il dirige aussi le Rock and Roll Hall of Fame, dont il est l'un des fondateurs, et auquel il fut lui-même intronisé en 1987. Ertegün fut décrit comme « l'une des figures les plus importantes de l'industrie discographique moderne ».
Sous la direction d'Ertegün, Atlantic Records a lancé la carrière de très nombreux artistes dans les domaines du jazz, du blues, du rhythm and blues, de la soul et du rock and roll, dont Ray Charles et le groupe britannique Led Zeppelin. De nombreux autres artistes importants figurent à son catalogue, dont les jazzmen John Coltrane et Charles Mingus.

## Jeunesse
Ahmet Ertegün naît à Istanbul le 31 juillet 1923. Sa famille déménage en 1935 aux États-Unis, à Washington, où son père, Münir Ertegün est l'ambassadeur de Turquie. Passionné dès son plus jeune âge par le jazz, auquel son frère Nesuhi l'a initié, Ahmet assiste notamment, enfant, aux concerts de Duke Ellington et Cab Calloway. Il écrit et compose également des chansons.
Plus tard, les deux frères rassemblent une vaste collection de plus de 15 000 78 tours de jazz et de blues, rencontrent de nombreux musiciens, dont Ellington, Lena Horne et Jelly Roll Morton, et organisent des concerts de géants du jazz comme Lester Young et Sidney Bechet. Les spectacles ont souvent lieu au centre communautaire juif, et l’ambassade turque à Washington seul lieu qui accepte un public et un groupe ethniquement mixtes.
En 1944, Ahmet obtient son diplôme au St. John's College d'Annapolis, il étudie ensuite la philosophie médiévale à l'université de Georgetown. Après le décès de son père, sa famille rentre en Turquie, mais Ahmet et son frère préfèrent rester aux États-Unis, le premier à Washington, le second à Los Angeles. Rencontrant des difficultés pour financer ses études, Ahmet décide alors de s'engager dans l'industrie musicale, espérant gagner assez d'argent pour payer l'université.

## Les débuts d'Atlantic Records

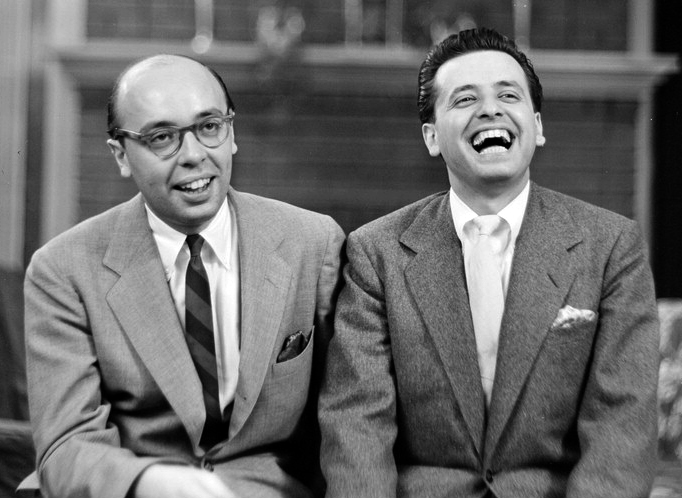
Ahmet Ertegün et son frère Nesuhi, dans les années 1960.

En 1946, Ertegün devient ami avec Herb Abramson, étudiant en médecine dentaire et commercial pour le label A&R Records. Ensemble, ils décident de fonder un label indépendant spécialisé dans le gospel, le jazz et le rhythm and blues. Soutenus financièrement par le docteur Vahdi Sabit, dentiste de son état, ils réalisent en septembre 1947 à New York leur projet, en créant Atlantic Records. Les premières séances d'enregistrement ont lieu dès le mois de novembre suivant.
Mais le succès est lent à venir, et ce n'est qu'en 1949, après 22 premiers singles (dont les premières productions de Professor Longhair) dont les ventes restent faibles, que le label décroche son premier tube (hit record) avec Drinkin' Wine Spo-Dee-O-Dee de Stick McGhee. L'entreprise peut donc se développer, signant dans les années 1950 de nombreux artistes importants de cette époque, parmi lesquels Ruth Brown, Joe Turner, The Clovers, The Drifters, The Coasters et surtout Ray Charles. La société est alors dirigée, en plus de ses fondateurs, par Jerry Wexler et le frère d'Ahmet, Nesuhi Ertegün.
Les frères Ertegün apportent notamment à leurs artistes leur sensibilité influencée par le jazz, jouant un rôle dans le mélange du jazz et du blues qui va donner le rhythm and blues et le rock and roll. Découvreur de talents, Ertegün contribue à remettre en question la domination des majors, les grandes compagnies qui règnent alors sur le marché du disque aux États-Unis. Sous sa direction, Atlantic devient rapidement le premier label R&B du pays, développant sur ses enregistrements une sonorité caractéristique. Il sera dès 1957 l'un des premiers à enregistrer en stéréo.
Homme d'affaires, découvreur de talents et producteur de disques, Ahmet est également, sous le pseudonyme de A. Nugetre (« Ertegün » à l'envers) l'auteur de nombreuses chansons Blues et R&B dont les classiques Chains of Love, Sweet Sixteen et Mess Around, rendues célèbres par Big Joe Turner, B.B. King et Ray Charles. On peut d'autre part l'entendre chanter sur Shake, Rattle and Roll, de Joe Turner, aux côtés de Jerry Wexler et de l'auteur de chansons Jesse Stone.
Dans les années 1960, Atlantic poursuit son développement, à travers notamment un partenariat avec le label Stax records qui lui permet de distribuer les enregistrements d'artistes soul tels que Ben E. King, Solomon Burke, Otis Redding, Percy Sledge, Aretha Franklin et Wilson Pickett. Ertegün continue à produire des disques et à aider des talents à se développer. Il convainc notamment Crosby, Stills and Nash de laisser Neil Young rejoindre le groupe, et signe la formation de hard rock Led Zeppelin après avoir entendu seulement quelques démos, leur prédisant un brillant avenir.
Quelques-uns des autres artistes signés par Atlantic records : AC/DC, Billy Cobham, Booker T. & The MG's, Phil Collins, David Foster, Dizzy Gillespie, Duke Ellington, Emerson, Lake & Palmer, Foreigner, Gil Evans, Iron Butterfly, Keith Jarrett, Sam & Dave, Sonny & Cher, Thelonious Monk, Tubeway Army,    Vanilla Fudge, Yes. En distribution aux États-Unis : Cream, Genesis, King Crimson, Ringo Starr, Rolling Stones, Patrick Moraz.
En 1967, les frères Ertegün vendent Atlantic à Warner Bros pour 17 millions de dollars en devenant le A de Warner Elektra Atlantic. Ils utilisent une partie de cet argent pour fonder l'équipe de football du New York Cosmos, qui accueillera des joueurs de légende comme Pelé, Carlos Alberto Torres et Franz Beckenbauer. Ahmet reste toutefois impliqué dans Atlantic, même s'il est moins actif en tant que producteur.

## Décès

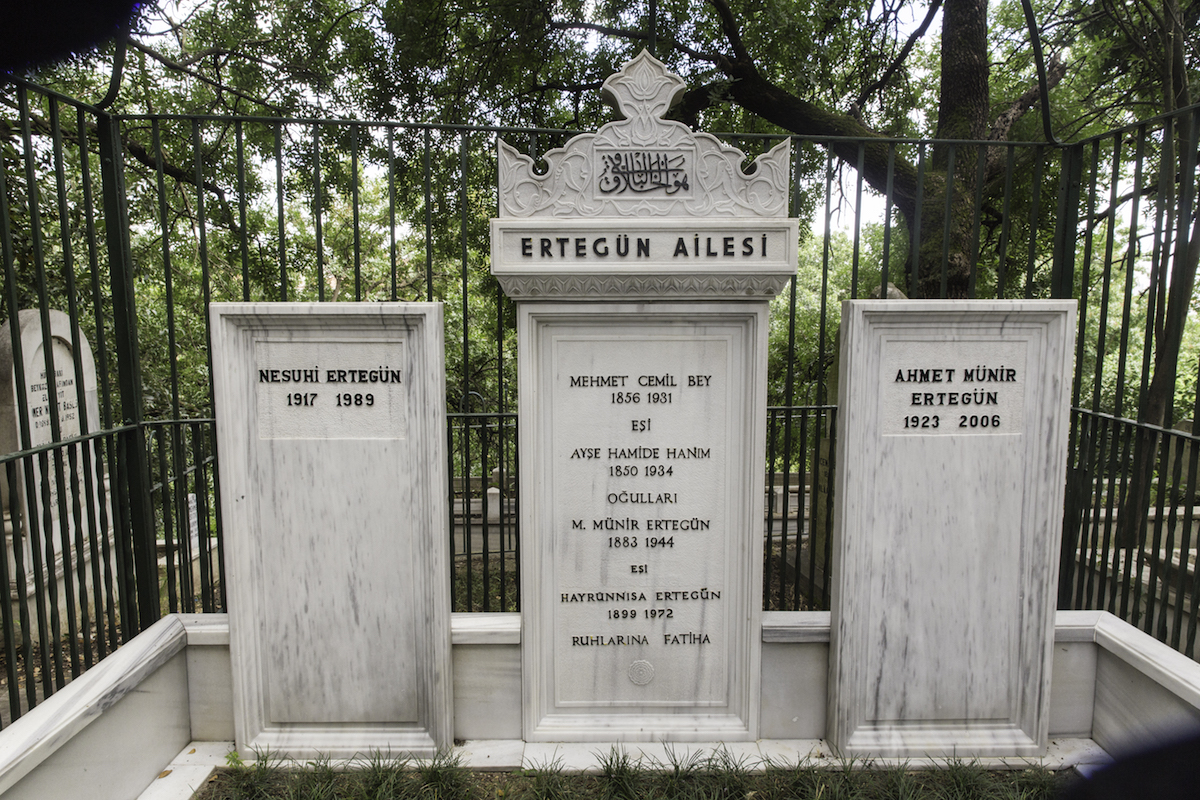
Tombes de la famille Ertegün à Istanbul.

Le 29 octobre 2006, Ahmet Ertegün assiste à un concert des Rolling Stones à New York, pour l'anniversaire de l'ex-président des États-Unis Bill Clinton, concert filmé par Martin Scorsese pour son documentaire sur le groupe, Shine a Light. En coulisse, Ertegün, âgé de 83 ans, glisse sur le sol et se cogne durement à la tête. Transporté à l'hôpital, il sombre dans le coma ; il meurt quelques jours plus tard. Scorsese lui dédie son film. Mick Jagger apprend l'accident après le concert, son entourage considérant que le prévenir avant son entrée en scène l'aurait beaucoup trop bouleversé.
Un an plus tard, le 10 décembre 2007, le groupe Led Zeppelin, reformé pour l'occasion, lui rend hommage lors d'un concert au O2 Arena à Londres.
Dans le film Ray, le personnage d'Ertegün est interprété par Curtis Armstrong.